# Sairan igen
Le Sairan igen (采覧異言, Sairan igen) est une géographie en cinq volumes du philosophe, fonctionnaire gouvernemental et poète confucéen japonais Arai Hakuseki (1657-1725). Achevé en 1713, c'est le premier ouvrage sur la géographie du monde publié au Japon. Basé sur des connaissances que Hakuseki a acquises par des conversations avec le missionnaire Giovanni Battista Sidotti (en), et en référence à l'œuvre de Matteo Ricci, Grande carte des dix mille pays, les livres décrivent la géographie, l'histoire, les coutumes, et les organismes biologiques du monde connu à l'époque de Hakuseki.